# Église Saint-Pierre-et-Saint-Paul de Jelakci
Pour les articles homonymes, voir Église Saint-Pierre-et-Saint-Paul.
L'église Saint-Pierre-et-Saint-Paul de Jelakci (en serbe cyrillique : Црква Св. Петра и Павла у Јелакцима ; en serbe latin : Crkva Sv. Petra i Pavla u Jelakcima) est une église orthodoxe serbe qui se trouve à Jelakci, dans la municipalité d'Aleksandrovac et dans le district de Rasina, en Serbie. Elle est inscrite sur la liste des monuments culturels protégés de la république de Serbie (identifiant no SK 1503),,.

## Présentation
L'église, vraisemblablement construite dans les années 1810, est située non loin de la confluence d'un ruisseau de montagne et de la rivière Jošanica ; des fouilles archéologiques ont permis d'établir qu'elle a été édifiée sur les fondations d'un lieu de culte plus ancien.
Elle est constituée d'une nef unique prolongée par une abside demi-circulaire. L'espace intérieur est divisé en quatre parties grâce à des pilastres qui soutiennent des arcades portant une voûte en berceau. Le toit de l'église, à pignon, est recouvert de tuiles. Les murs sont construits en pierres concassées et en mortier de chaux.
À l'intérieur, le sol est pavé de pierres tombales provenant du cimetière qui entoure l'église ; elles forment une sorte de rosace dans la partie centrale ; leur examen a permis de mettre en valeur leur diversité stylistique et chronologique ; les plus anciennes remontent au Moyen Âge. La zone de l'autel abrite deux niches à l'est, une au nord et une au sud.
Des travaux de restauration de l'édifice ont été réalisés entre 1985 et 1989.